# Oxna
Oxna è una delle isole Scalloway, che si trova a nord-ovest di Burra, nelle isole Shetland. Copre un'area di 68 ettari.
L'isola non è abitata dalla prima guerra mondiale, ma vi si trova ancora un edificio che viene utilizzata come casa di vacanza.
L'isola di Papa sorge alcune centinaia di metri ad est della costa settentrionale di Oxna.